# مونيكا نافارو
مونيكا نافارو (بالإسبانية: Mónica Navarro)‏ هي مغنية وممثلة أرجنتينية، ولدت في 30 أكتوبر 1968 في بوينس آيرس في الأرجنتين.

## وصلات خارجية
- الموقع الرسمي